# 라오스잎코박쥐
라오스잎코박쥐(Hipposideros rotalis)는 잎코박쥐과에 속하는 박쥐의 일종이다. 라오스 볼리캄사이 주의 토착종이다. 적은 수의 개체수만이 기록되었지만, 개체군이 차지하는 영역이 20,000km2 이상으로 밝혀졌기 때문에 개체군 크기가 큰 것으로 간주된다.

## 특징
상체는 갈색이고 하체는 연한 색을 띤다. 털은 기저 부위는 희고, 중간은 갈색, 털 끝은 희미하다. 주둥이를 덮는 넓은 코잎과 큰 내부 막을 갖고 있다.

## 서식지
라오스 중부 지역 상록수림의 석회암 지대에서 관찰된다.